# Mannesmann
 (janvier 2013).
Si vous disposez d'ouvrages ou d'articles de référence ou si vous connaissez des sites web de qualité traitant du thème abordé ici, merci de compléter l'article en donnant les références utiles à sa vérifiabilité et en les liant à la section « Notes et références ».
Mannesmann AG est un conglomérat industriel allemand ayant existé de sa fondation en 1890 à son démantèlement en 2001 entre le Britannique Vodafone, les Allemands Siemens, Bosch et Salzgitter AG, ainsi qu'entre les Français Vallourec et Technip.

## Histoire

### Les débuts
L'histoire du groupe industriel Mannesmann remonte aux frères Max Mannesmann (1857-1915) et Reinhard Mannesmann (de) (1856-1922), de Remscheid. En 1885 ils inventent le premier procédé pour la production de tubes d'acier sans soudure, à partir de rouleaux, le processus de laminage à cylindres obliques. Avant d'y parvenir, ils ont expérimenté pendant des années dans la firme dirigée par leur père, Reinhard Mannesmann senior (1814-1894), la société A. Mannesmann, fondée en 1776 par Arnold Mannesmann, actuellement A. Mannesmann Maschinenfabrik GmbH, à Remscheid-Bliedinghausen. Reinhard Mannesmann senior, est convaincu de l'utilité de l'invention de ses fils. Il crée, avec plusieurs bailleurs de fonds, des usines pour la production de tubes en acier sans soudure, à Bous, en 1886, Chomutov, en Bohême, en 1887), Landore, au Royaume-Uni, en 1887, et Remscheid, en Allemagne, en 1888. Ces usines connaissent cependant rapidement des difficultés financières, notamment parce que le processus n'est pas encore prêt pour la production industrielle. La percée technique définitive des frères Mannesmann n'a lieu qu'en 1890, avec l'invention, par Max Mannesmann, du laminage « à pas de pèlerin », grâce auquel on obtient industriellement à partir d'une ébauche des tubes en acier à paroi épaisse commercialisables. La combinaison des deux procédés est connu mondialement sous le nom de procédé Mannesmann.

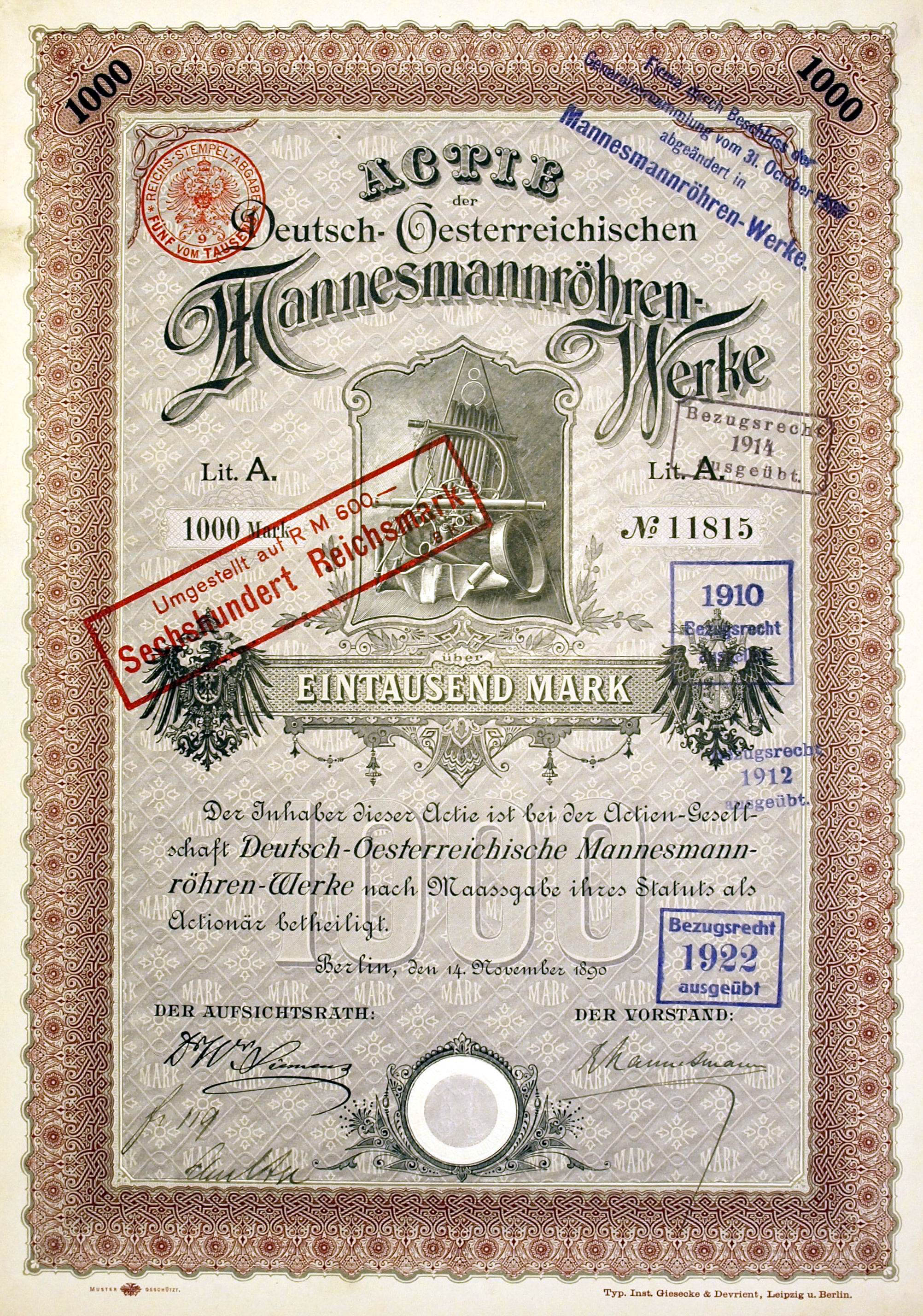
Action de la Deutsch-Oesterreichischen Mannesmannröhren-Werke en date du 14. Novembre 1890.

Les problèmes financiers dus aux difficultés techniques initiales sont alors résolus et un nouvel essor commence en 1890, avec la fondation du cartel. Le 16 juillet de cette année-là, les usines de production de tubes existantes sont regroupées, à l'exception de l'usine britannique, dans la Fabrique austro-allemande de tubes Mannesmann (Deutsch-Österreichische Mannesmannröhren-Werke AG), dont le siège social est à Berlin. L'usine anglaise rejoint le consortium quelques années plus tard. En 1893, la direction de la firme s'installe à Düsseldorf, où le siège social est déménagé ensuite. Düsseldorf est alors le centre de la sidérurgie allemande. Reinhard et Max Mannesmann démissionnent du conseil d'administration, puis, quelques années après, du conseil de surveillance. Au début du XXe siècle, la société commence la production de tubes d'acier soudés.
Les tubes Mannesmann sont alors utilisés par de nombreuses entreprises. En 1890 déjà, Siemens construit, dans le Caucase, le premier oléoduc moderne au monde avec des tubes Mannesmann. Ces derniers sont aussi utilisés pour l'adduction d'eau, les gazoducs et oléoducs, ainsi que les lampadaires.
En 1908, l'entreprise est rebaptisée Usine de tubes Mannesmann (Mannesmannröhren-Werke AG). Dans les décennies qui suivent, la firme va consacrer ses efforts à s'affranchir de sa dépendance envers les entreprises sidérurgiques, en développant un cartel vertical du fer et de l'acier. Elle prend le contrôle de mines de fer et de charbon et construit ses propres aciéries à Sarrebruck, Gelsenkirchen et Duisbourg-Huckingen. Viennent ensuite des usines de machines-outils et des entreprises de canalisations, ainsi que les premiers investissements dans les industries de transformation. En outre, l'entreprise possède sa propre compagnie maritime, afin d'assurer le transport de ses produits.

### Seconde Guerre mondiale et après-guerre
Lors de la Seconde Guerre mondiale, les travailleurs des usines et des mines possédées par Mannesmann mobilisés furent remplacés par des prisonniers de guerre russes et polonais et des travailleurs français issus du STO.
Au lendemain de la Seconde Guerre mondiale, le cartel Mannesmann, comme tous les autres grands cartels industriels allemands, est démantelé par les Alliés. Le cartel est partagé en trois entreprises indépendantes : Mannesmann AG, Consolidation Bergbau AG et Stahlindustrie und Maschinenbau AG. Cela est censé empêcher une concentration industrielle jugée excessive. L'Usine de tubes Mannesmann (Mannesmannröhren-Werke AG) est mise en liquidation. Mais les entreprises résultant du partage ne sont pas industriellement viables, elles sont de nouveau réunies en 1955, sous la direction de Mannesmann AG.

### L'accord avec les Charbonneries de la Ruhr et Thyssen
En 1960, Mannesmann AG, avec ses filiales nationales et étrangères, compte environ 76 700 salariés et a un chiffre d'affaires de 4,57 milliards de Deutsche Mark. C'est un des groupes industriels les plus connus d'Allemagne. Elle entreprend, vers la fin des années 1960, une profonde réforme structurelle. Les mines de charbon sont cédées aux Charbonneries de la Ruhr (Ruhrkohle AG). En 1969 et 1970, Mannesmann et Thyssen mettent au point une répartition des tâches. Hormis ses propres entreprises, Mannesmann abandonne à Thyssen ses filiales travaillant à la fabrication de l'acier et de la tôle. Thyssen, en échange, cède à Mannesmann ses entreprises de fabrication de tubes et de pose de canalisations. La production de tubes est concentrée dans l'entreprise Usine des tubes Mannesmann (Mannesmannröhren-Werke AG), reconstituée pour l'occasion. Les activités de Mannsemann et Thyssen dans le domaine de la pose de tubes et de la construction de réseaux sont regroupées dans Mannesmann Rohrbau AG, qui devient, par la suite, Mannesmann Anlagenbau AG. Dans les années 1970, la Deutsche Bank finance la production et l'exportation par Mannesmann des éléments qui servent à construire les gazoducs en Union soviétique, et, en échange, Ruhrgas est approvisionnée en gaz naturel par l'Union soviétique, grâce à un accord de troc.

### La diversification
Parallèlement, le groupe Mannesmann investit dans de nouvelles activités afin de se diversifier. Dans le domaine de la construction industrielle et de machines, les entreprises Rexroth, Demag et Krauss-Maffei sont acquises par le groupe, ainsi que les équipementiers automobiles Kienzle Apparate, Fichtel & Sachs, VDO et Boge. Mannesmann se lance aussi sur le marché du cycle, en prenant le contrôle des constructeurs Kronprinz AG et Hercules-Fahrrad, auxquels s'ajoutent Fichtel & Sachs.
Au début des années 90, Mannesmann était propriétaire d'une filiale de téléphonie fixe (Mannesmann Arcor) et d'une filiale de téléphonie, mobile D2 Mannesmann. L'entreprise était le second opérateur téléphonique en Allemagne après Deutsche Telekom. Ce sont ces filiales qui attireront la convoitise de Vodafone en 2000.
En novembre 1999, Mannesmann rachète l'opérateur britannique de téléphonie mobile Orange et attaque ainsi son partenaire britannique Vodafone sur son marché domestique.

### Le rachat par Vodafone
En 1999, Vodafone Group lance une offre publique d'achat hostile de Mannesmann. Après des mois de bataille pour le rachat Mannesmann par Vodafone, le conseil de surveillance approuve le rachat le 3 février 2000 pour un montant final de 190 milliards d'euros, ce qui constitue l'acquisition la plus coûteuse au monde à ce jour,.
Les activités de télécommunications sont alors intégrées à Vodafone GmbH. L'opérateur de téléphonie mobile britannique concurrent Orange est vendu à France Télécom en raison des exigences des autorités de la concurrence, pour un coût total estimé à 39,7 milliards d’euros.

### Le démantèlement des autres activités de Mannesmann
Les divisions traditionnelles du groupe Mannesmann, certaines regroupées sous le nom d'Atecs, sont une-à-une vendues par Vodafone, ce qui lui rapporte près de 70 milliards d'euros, soit moins de la moitié du prix d'achat de l'ensemble du groupe de 190 milliards d'euros. Atecs Mannesmann AG est alors cedée à un consortium composé de Siemens et Bosch. La filiale comprend notamment des activités de la logistique avec Mannesmann Dematic AG, qui deviendra Siemens Dematic, ou encore dans le ferroviaire et l'injection de matière plastique avec Krauss-Maffei.
La division ferroviaire de Krauss-Maffei sera par la suite intégrée à Siemens Mobility et les véhicules militaires fusionnent avec Wegmann pour devenir Krauss-Maffei Wegmann. Krauss-Maffei Wegmann fusionne en 2015 avec le Français Nexter pour devenir KNDS. Bosch a acquis Rexroth, une société d'ingénierie industrielle.
Mannesmannrohren Werke AG a été rachetée par Salzgitter AG. Salzgitter a ensuite cédé sa part dans la coentreprise Vallourec & Mannesmann Tubes (V&M Tubes) au groupe français Vallourec. La plus importante partie de Demag est cédée à Siemens. L'équipementier automobile Mannesmann Sachs, issu de Fichtel & Sachs et Boge GmbH, est cédé à ZF Friedrichshafen. Hüttenwerke Krupp Mannesmann est cédé au groupe Induser.
L'ancien entrepôt central Mannesmannrohren Service GmbH est cédé au fabricant français Vallourec. L'entreprise française Technip réalise la plus grosse acquisition de son histoire en reprenant les divisions raffinage et pétrochimie (KTI) de Demag et la majeure partie de la division énergie et environnement (MDEU) de Mannesmann.

## Mannesmann

### L'entreprise auXXIesiècle
Mannesmann est rachetée, en 2000, par le conglomérat britannique de télécommunications mobiles Vodafone, pour 183 milliards d'euros (fusion plus importante que celle intervenue quelques semaines plus tôt entre AOL et TimeWarner pour 164 milliards de dollars). Le Groupe Salzgitter, leader mondial des tubes sans soudure, a racheté les usines à l'euro symbolique.

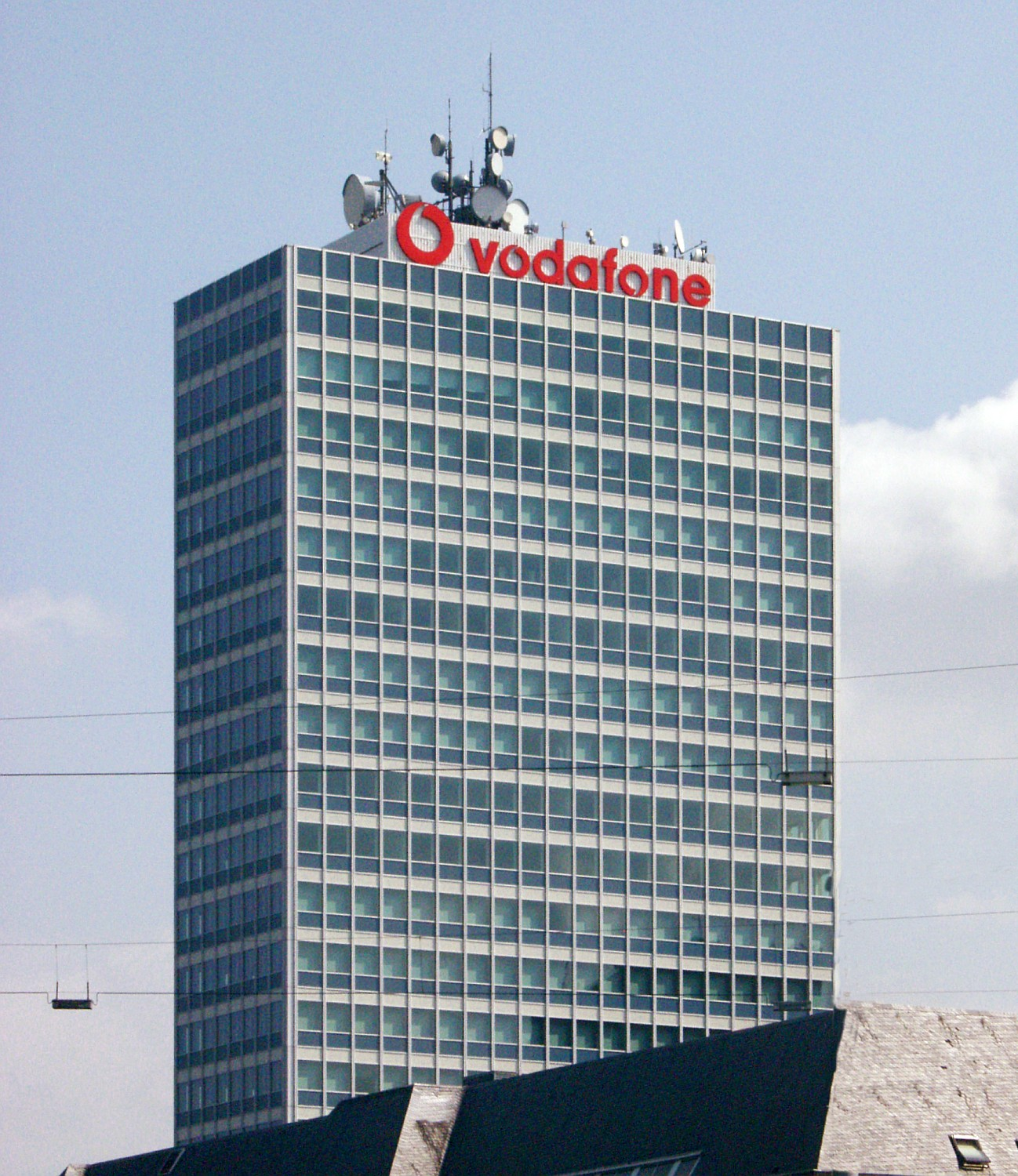
Ancien gratte-ciel Mannesmann, à Düsseldorf, construit en 1958 par l'architecte Paul Schneider-Esleben

## Structure juridique
Mannesmann est une société par actions, faisant partie de l'Indice boursier allemand DAX. Son siège est à Düsseldorf (Allemagne).

## Production
Mannesmann produit des véhicules utilitaires, certains équipés de moteurs Basse und Selve.